# آنخل برنبه
آنخل برنبه (انگلیسی: Ángel Bernabé؛ زادهٔ ۱۱ اوت ۱۹۸۷) بازیکن فوتبال اهل اسپانیا است.
از باشگاه‌هایی که در آن بازی کرده‌است می‌توان به باشگاه فوتبال اتلتیکو مادرید، باشگاه فوتبال کادیس، و باشگاه فوتبال اتلتیکو مادرید بی اشاره کرد.
وی همچنین در تیم‌های ملی فوتبال زیر ۱۶ سال اسپانیا و زیر ۱۹ سال اسپانیا بازی کرده‌است.